# Дархэмский бык
«Дархэмский бык» («Дархэмские быки»)  (англ. Bull Durham) (1988) — спортивная драма. Номинировался на премию «Оскар» за лучший оригинальный сценарий и две премии «Золотой глобус» за лучшую женскую роль (комедия или мюзикл) и лучшую песню («When a Woman Loves a Man»). Занимает 5-е место в списке «10 лучших фильмов о спорте» списка «10 лучших американских фильмов в 10 классических жанрах по версии AFI» (17.06.2008)

## Сюжет
В начале фильма демонстрируются чёрно-белые бейсбольные фотографии в доме Энни Савой (Сьюзан Сарандон) — ценительницы английского классической литературы и любительницы спать с игроками, чем она гордится.
Публика в преддверии игры, сопровождающейся песней «Rock Around The Clock» и выступлением клоуна Максу Пэткина. У молодого питчера Эбби Кэлвина ЛаЛуша (Тим Роббинс), члена команды низшей лиги «Дархэмские быки», наступает профессиональный дебют. Менеджер Джо «Скип» Риггинс обнаруживает того занимающимся сексом в раздевалке с одной из фанаток команды Милли, подругой Энни. Эбби, выступающий под номером «37», устанавливает новый рекорд в 18 аутов, Энни и Милли подмечают минусы его подач.
В команду приходит Крэш Дэвис (Кевин Костнер) — разменный игрок, ветеран бейсбола, 12 лет играющий в малых лигах. Он узнаёт, что ему уготована роль наставника ЛаЛуша, которого характеризуют как «Золотая рука, а в голове опилки» и «Лучшего игрока бейсбола за последние 30 лет». Задача Дэвиса — научить молодого игрока играть и вести себя так, чтобы стать звездой бейсбола и попасть в Высшую лигу. Ветерана это не устраивает, он уходит, но возвращается через пару секунд. У ЛаЛуша берут интервью, видящий это Крэш оценивает его как «Полнейшая безнадёга».
В баре Крэш знакомится с Энни. Эбби, пользующийся большой популярностью у противоположного пола, вызывает Дэвиса на бой из-за Савой. Крэш вынуждает позёра кинуть ему в грудь бейсбольный мяч, тот мажет, после чего падает в нокаут от точного удара. Они знакомятся. Эбби приглашает обоих к себе, Крэш оказывается первым, кто отказывает женщине. Оставшись с ЛаЛушем, Эбби побуждает того неспешно раздеться и привязывает его к кровати. Тот в предвкушении бурной ночи с разочарованием вынужден слушать стихи Уолта Уитмена, которого он не знает.
Одному из игроков, Джимми, предлагающему команде помолиться перед игрой, советуют с кем-нибудь переспать. Пришедший Эбби говорит своё прозвище — «Нюк» (Ядерный). На тренировке Крэш, выступающий под номером «8», лишь на четвёртой подаче отбивает мяч. Мальчик-помощник читает ему письмо от Энни, предлагающей встретиться завтра в тренировочном зале. Тот отвечает, что не прочь заняться с ней любовью. На вопрос о том, будут ли они встречаться, Энни отвечает, что на этот сезон она девушка Ядерного. Та навела на него справки — у Дэвиса 227 хоумранов, до абсолютного рекорда малой лиги осталось 20 мячей.
Во время полового акта с Эбби Энни случайно говорит Крэш вместо «Ядерный». Один из игроков, Хосе, от отчаяния снимает заклятие с биты при помощи креста из куриной кости, другой игрок касается амулета своей битой. С вертолёта сбрасывают банкноты номиналом в тысячу долларов в честь открытия Дня малой лиги городского совета. Дэвис, играющий на позиции кэтчера, призывает Эбби подавать граун-боллы вместо страйк-аутов. ЛаЛуш подаёт фастболл, который удаётся отбить. Крэш говорит, что это он подсказал отбивающему, как будет кидать Эбби. Дэвис, коснувшись битой амулета, отбивает мяч. Игра кончается поражение «Дархэмских быков» со счётом 14-2. Скип отчитывает игроков в душе, после чего сообщает игроку Боби о замене.
Перед отъездом в турне Энни даёт ЛаЛушу пояс и наказывает надевать его на игру. В автобусе Крэш отбирает у Ядерного гитару, так как тот путает слова в песне. Дэвис рассказывает о своей 21-дневной игре в Высшей лиге, лучшем этапе своей жизни, чем впечатляет остальных. Из-за того, что наставник постоянно называет ЛаЛуша «сопляком», завязывается небольшая потасовка.
Команда терпит поражение за поражением. Статистика ЛаЛуша — 5 пропущенных ранов, 5 хитов, 5 страйк-аутов, 5 воков и 5 «диких» подач. «Голос Дархэмских быков» Тэд Гарланд признаёт турне худшим за последние 20 лет, а команду Дархэма худшей за 50 лет, отмечая только игру Крэша. Команда решает переспать с группой фигуристок, Крэш поддерживает идею. Включив поливалки на поле, он начинает дурачиться ещё с тремя игроками.
ЛаЛушу снится, что он стоит потный и в одних трусах на позиции питчера, все смеются над ним. Дэвис видит, как ученик встречается с Энни. Та учит питчера правильно стоять и дышать, как килехвостая игуана при подаче. Отбивающий Сайлем Бавз сначала пропускает кёрвбол, затем два фастболла от ЛаЛуша. Крэш отбивает первую же подачу. «Быки» ведут — 2-0. Бросок Ядерного отбивают, но Крэш ловит мяч. По совету наставника следующий мяч Эбби бросает в талисман команды — мужчину в костюме быка. Крэш советует отбивающему поостеречься. Тот мажет. Наступает девятый ининг, счёт — 11-0, до победы осталась одна подача, но отбивающему удаётся выбить аут-ран, так как Дэвис подсказал тому, что кэтчер кинет «двойку», дабы помешать ученику выиграть всухую. Ядерный выбивает ещё три страйка, команда побеждает.
Радостный ЛаЛуш решает не заниматься сексом до первого поражения, но команда выигрывала весь июнь и июль, одержав семь побед. После победы 4 июля команда была нацелена на первое место. В это время Энни изнывала без мужского внимания. Крэш побуждает Эбби выучить несколько клишированных фраз для интервью. Наставник переубеждает ЛаЛуша не заниматься любовью с Энни, дабы не спугнуть удачу.
Милли приглашает набожного Джимми к себе. Энни пытается соблазнить сопротивляющегося Эбби. Та, узнав, что на это его уговорил Крэш, приходит к тому и устраивает скандал. Тот не принимает предложение переспать.
ЛаЛуш нервничает, так как на матч пришёл его отец. Игроки сообщают, что Джимми обручился с Милли. Хосе просит не подавать ему, так как перчатку заколдовала его девушка, а для его снятия нужна голова петуха. Энни помогает Милли примерить свадебное платье. Выясняется, что Джимми сделал предложение примерно через пять часов. Крэш спорит с арбитром из-за засчитанного хоум-рана соперников, тот вынуждает сказать «Хреновый судья», после чего удаляет Дэвиса. После этого команда совсем потеряла настрой — Хосе трижды ошибся, ЛаЛуш так и не разыгрался.
К скучающей Энни, слушающей «Non je ne regrette rien», Эбби приводит набожного отца. ЛаЛушу не терпится наверстать упущенное с Энни. Скип сообщает ему, что его взяли в Большую Лигу, отъезд завтра. Энни забирает пояс, любовники прощаются, ограничившись скромным лёгким поцелуем. В бильярдной Эбби сообщает Крэшу радостную весть и зовёт с собой, тот представляет Сэнди Граймса, владельца заведения и бывшего бейсболиста, заработавшего 376 очков. Выпивший Крэш выгоняет Эбби, так как тот так ничего и не понял, и в сердцах разбивает зеркало стаканом. Крэш вынуждает ЛаЛуша ударить себя и подбивает тому правый глаз. Тот советует игроку никогда не бить в драке правой рукой, «стоящей миллионы в год».
Перед прощанием надевший тёмные очки Крэш мирится с учеником и советует тому не пасовать перед игроками в Высшей лиге. Джимми и Милли играют свадьбу на поле перед многотысячной публикой. Скип с сожалением сообщает Крэшу, что его меняют на молодого кэтчера, заработавшего 300 очков. Расстроенный ветеран приходит к Энни, та целует его в синяк под глазом. Они сливаются в поцелуе, Крэш снимает с Энни одежду. Они проводят страстную ночь, сваливаясь с кровати и сбрасывая вещи со столика. Наутро, свалив посуду, они продолжают на кухонном столе, после чего танцуют. Ночь продолжается привязанной Энни, которой Крэш красит ногти на ногах. Потом — блаженство в ванной при свечах.
Наутро Крэш пишет Энни записку и уезжает в Эшвилл, где доходит до 247-го хоумрана. Сделавший карьеру Ядерный даёт интервью. Одним дождливым днём Энни встречает Крэша у порога своего дома, ушедшего из бейсбола после установления рекорда. Энни сообщает, что перестаёт спать с бейсболистами. Крэш хочет устроиться менеджером и дойти до Высшей лиги. Не желая думать больше ни о чём, они уединяются и танцуют при свечах.

## В ролях
- Кевин Костнер — Лоуренс Крэш Дэвис
- Сьюзан Сарандон — Энни Савой
- Тим Роббинс — Эбби Кэлвин «Нюк» ЛаЛуш
- Уильям О’Лири — Джимми

## Съёмочная группа
- Режиссёр: Рон Шелтон